# FFH-Gebiet Küsten- und Dünenlandschaften Amrums
Das FFH-Gebiet Küsten- und Dünenlandschaften Amrums ist ein NATURA 2000-Schutzgebiet in Schleswig-Holstein im Kreis Nordfriesland auf der Insel Amrum in den Gemeinden Norddorf auf Amrum, Nebel und Wittdün. Das Gebiet ist Teil des Naturraums Schleswig-Holsteinische Marschen und Nordseeinseln. Es besteht aus drei räumlich getrennten Teilgebieten. Das weitaus größte ist der westliche Teil, der den gesamten Westküsten- und Dünenbereich von der Nord- bis zur Südspitze der Insel beinhaltet. Das zweite Gebiet ist ein schmaler wattseitiger Küstenstreifen von der Straße Boragwai in der Gemeinde Norddorf auf Amrum bis zur Straße Alter Hafen im Ortsteil Steenodde der Gemeinde Nebel. Das dritte Teilgebiet liegt zwischen den Ortsteilen Großdün und Steenodde der Gemeinde Nebel und beinhaltet den Wittdüner Marschkoog, die Hollemarsch und den Gusskölk. Ein kleiner südlicher Teil dieses Teilgebietes liegt in der Gemeinde Wittdün auf Amrum. Das FFH-Gebiet umfasst eine Fläche von 2158 ha. Die größte Ausdehnung liegt in Nordsüdrichtung und beträgt 11,7 km. Die höchste Erhebung mit 36,7 m über NN liegt in den Dünen.

## FFH-Gebietsgeschichte und Naturschutzumgebung

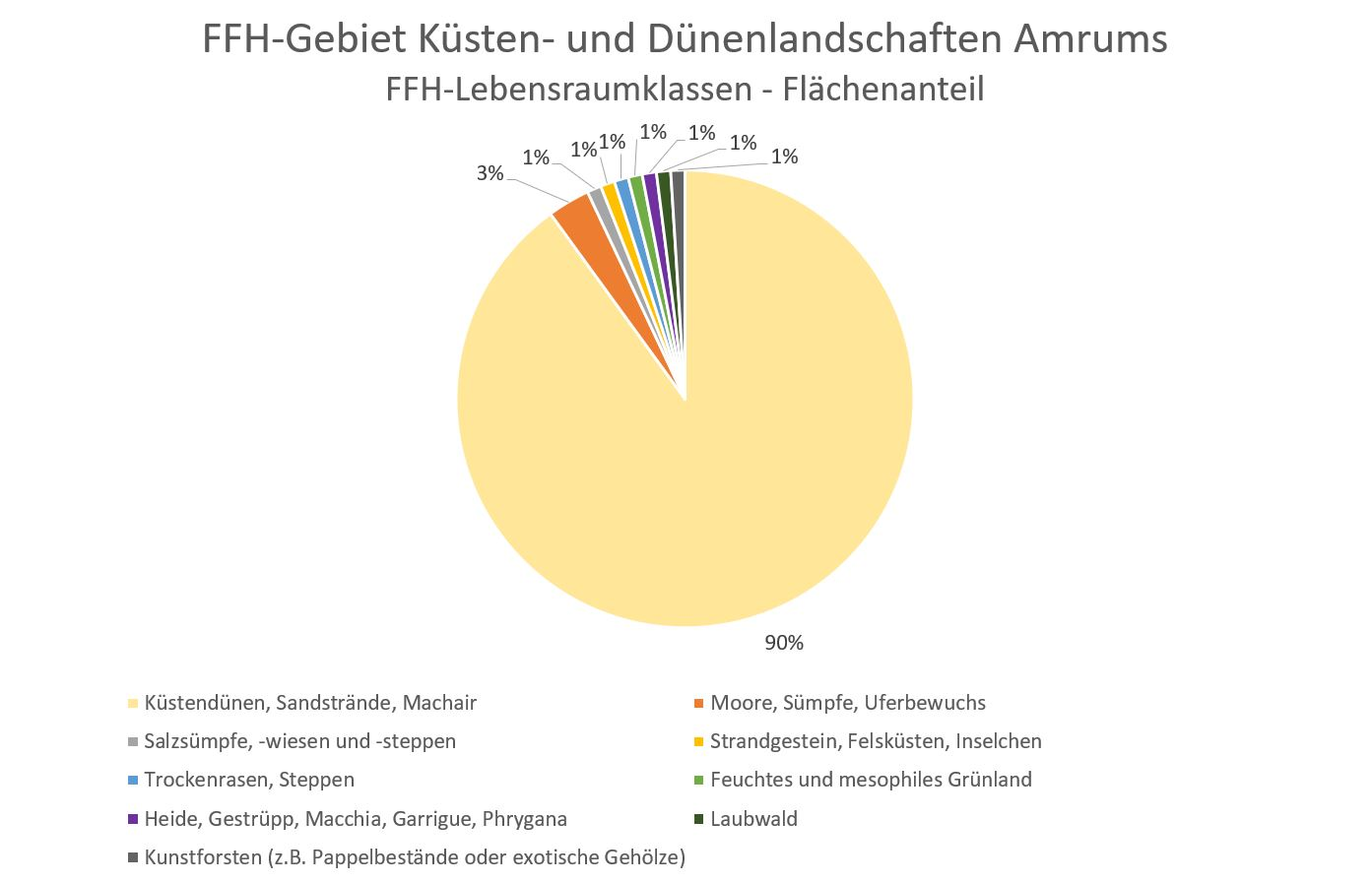
FFH-Lebensraumklassen

Der NATURA 2000-Standard-Datenbogen (SDB) für dieses FFH-Gebiet wurde im Juni 2004 vom Landesamt für Landwirtschaft, Umwelt und ländliche Räume (LLUR) des Landes Schleswig-Holstein erstellt, im September 2004 als Gebiet von gemeinschaftlicher Bedeutung (GGB) vorgeschlagen, im November 2007 von der EU als GGB bestätigt und im Januar 2010 national nach § 32 Absatz 2 bis 4 BNatSchG in Verbindung mit § 23 LNatSchG als besonderes Erhaltungsgebiet (BEG) bestätigt. Der SDB wurde letztmalig im Mai 2019 aktualisiert. Für das FFH-Gebiet wurde kein nationaler Managementplan erstellt. Er wird durch den transnationalen Wattenmeerplan 2010 ersetzt. Das gemeinsame Wattenmeersekretariat hat seinen Sitz in Wilhelmshaven und koordiniert die Aktivitäten der drei Wattenmeerländer Dänemark, Deutschland und die Niederlande. Dennoch wurde am 3. Februar 2020 vom Ministerium für Energiewende, Landwirtschaft, Umwelt, Natur und Digitalisierung des Landes Schleswig-Holstein ein Managementplan mit dem Titel 1. Fortschreibung des Managementplans für das Fauna-Flora-Habitat-Gebiet DE-1315-391 „Küsten- und Dünenlandschaften Amrums Konkretisierende Ergänzungen zur weitergehenden Entwicklung des Lebensraumtyps Feuchte Dünentäler (LRT 2190) und zum Schutz für die Kreuzkröte (Epidalea calamita) im Teilbereich Wriakhörn/Wittdün“ für das FFH-Gebiet veröffentlicht. Die Betreuung geschützter Gebiete in Schleswig-Holstein gem. § 20 LNatSchG wurde vom LLUR für dieses FFH-Gebiet dem Verein Öömrang Ferian i.f. übertragen.
Die Strände und Dünen machen zwar 90 % der FFH-Lebensraumklassen aus, siehe auch Diagramm 1, der im neuen Managementplan behandelte FFH-Lebensraumtyp 2190 Feuchte Dünentäler belegt aber nur gut 1 % der Gebietsfläche, siehe auch Diagramm 2, ist aber mit zahlreichen kleinen Habitaten über die ganze Insel verstreut zu finden.

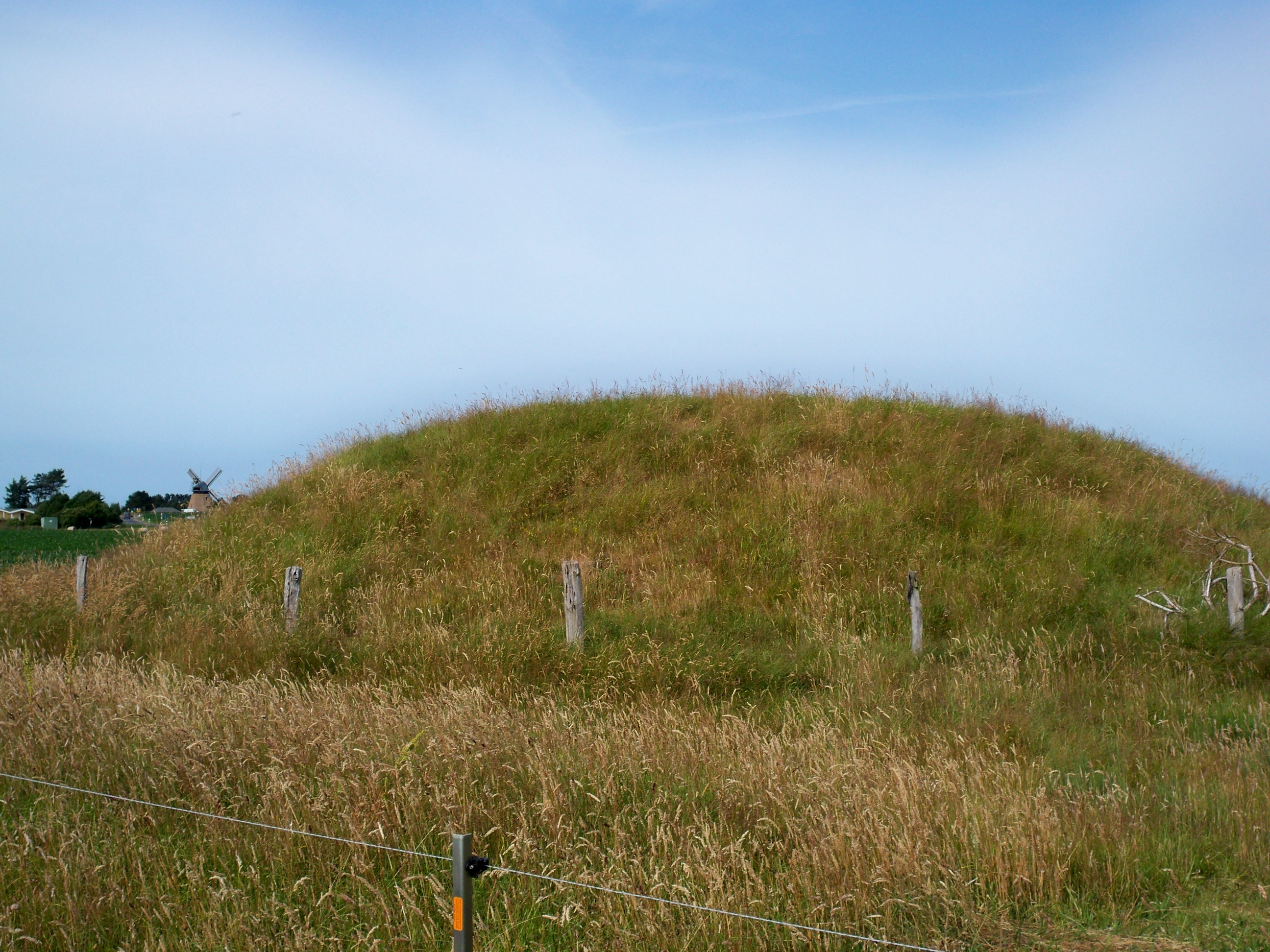
Grabhügel „Grat Heeshuuch“

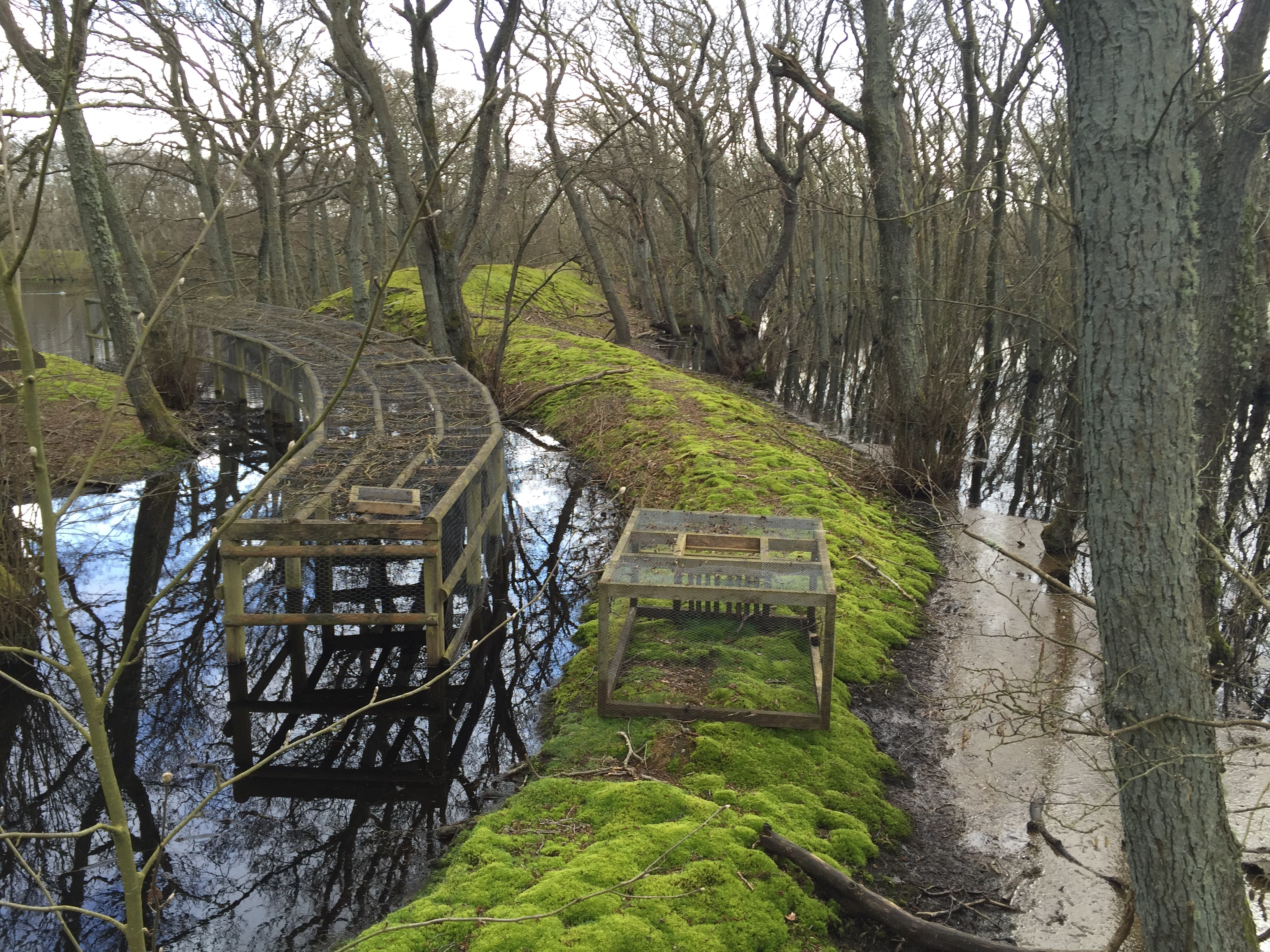
Vogelkoje Meeram

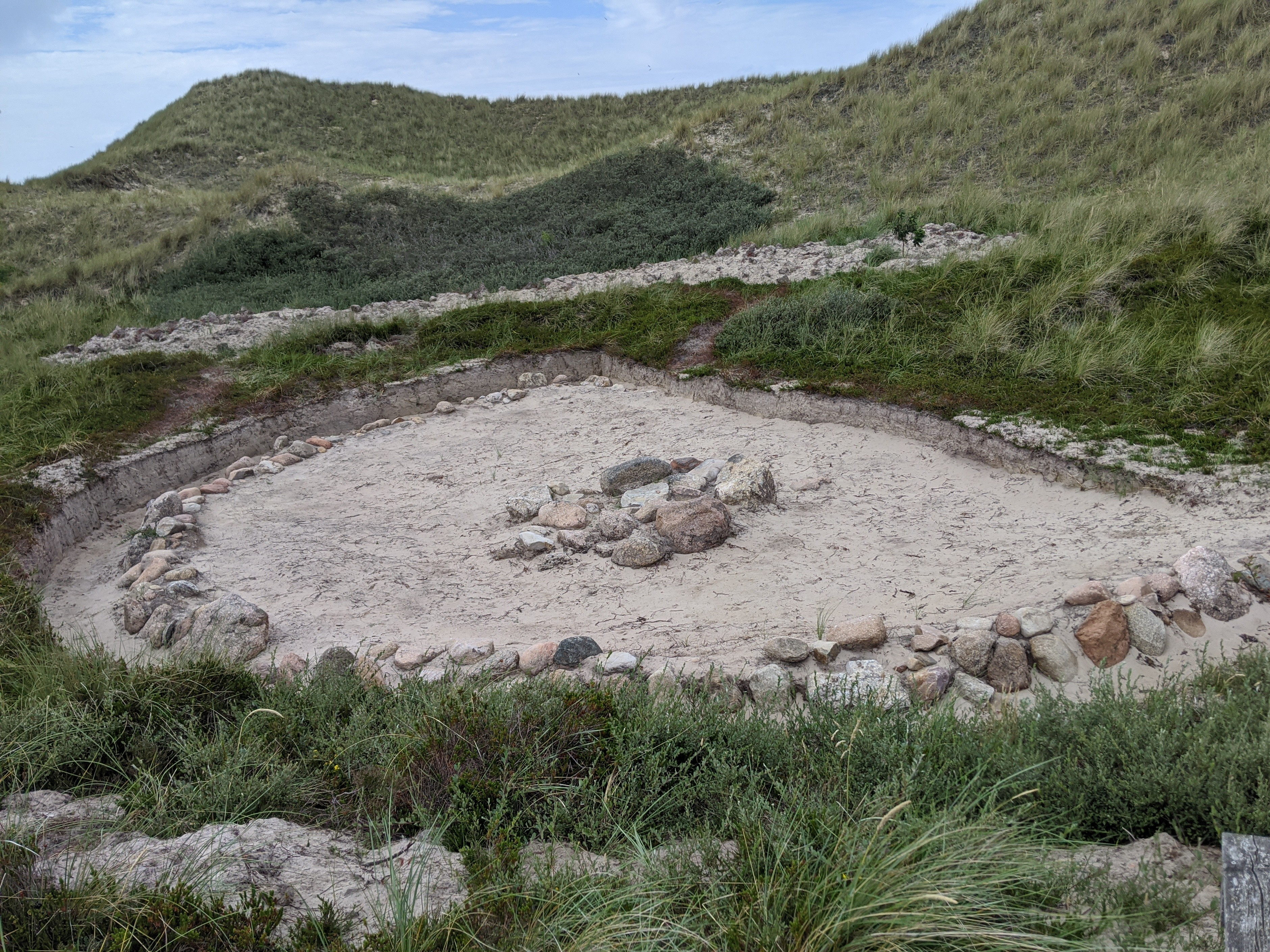
Düüwdäälwaal

Innerhalb des FFH-Gebietes befindet sich das am 19. März 1971 eingerichtete Naturschutzgebiet Nr. 76 „Amrumer Dünen“, das am 29. Oktober 1936 eingerichtete Naturschutzgebiet Nr. 10 „Nordspitze Amrum auf der Insel Amrum im Kreis Südtondern“ und teilweise das am 23. August 1982 eingerichtete Naturschutzgebiet Nr. 86 „Nordfriesisches Wattenmeer“. Ein Teil des FFH-Gebietes liegt im Bereich des am 20. Oktober 1982 eingerichteten Landschaftsschutzgebietes Amrum. Die Insel Amrum ist umgeben vom am 22. Juli 1985 gegründeten Nationalpark Schleswig-Holsteinisches Wattenmeer. Zusammen mit den Halligen bildet dieser das Biosphärenreservat Schleswig-Holsteinisches Wattenmeer und Halligen, das damit unter dem internationalen Naturschutz der UNESCO steht. Innerhalb und außerhalb des FFH-Gebietes befinden sich auf Amrum eine große Zahl gesetzlich geschützter archäologischer Bodendenkmäler, siehe auch Bild 1. Im FFH-Gebiet liegt ein kulturhistorisch bedeutsamer Rest einer Vogelkoje, die Vogelkoje Meeram, wie sie in ähnlicher Form auch auf der Insel Sylt zu finden ist, siehe auch Bild 2.
Tabelle 1: Archäologische Bodendenkmäler im FFH-Gebiet Küsten- und Dünenlandschaften Amrums
| Objektbezeichnung                  | Objektnummer    | Fundort                     |
| ---------------------------------- | --------------- | --------------------------- |
| Siedlung                           | aKD-ALSH-001472 | Norddorf, Fleegam, Düüwdääl |
| Wall                               | aKD-ALSH-001470 | Norddorf, Fleegam, Düüwdääl |
| Grabhügel                          | aKD-ALSH-001471 | Norddorf, Fleegam, Düüwdääl |
| Burgstelle                         | aKD-ALSH-001466 | Norddorf, Boragwai          |
| Großsteingrab (Langbett/Langhügel) | aKD-ALSH-001447 | Nebel, Museum Steinzeithaus |
| Grabhügel                          | aKD-ALSH-001455 | Nebel, Skalnastal           |
| Steinsetzung                       | aKD-ALSH-001448 | Nebel, Skalnastal           |
| Abschnittswall                     | aKD-ALSH-001422 | Nebel, Tannenwai            |
| Siedlung - Brandgräberfeld         | aKD-ALSH-001802 | Wittdün, Zeltplatz 2        |
| Grabhügel „Haamhugh“               | aKD-ALSH-001420 | Großdün, Heidekate          |
| Großsteingrab (Rundhügel)          | aKD-ALSH-001454 | Steenodde, Ual Hööw         |
| Grabhügel                          | aKD-ALSH-001419 | Steenodde, Ual Hööw         |
| Grabhügel                          | aKD-ALSH-001415 | Steenodde, Ual Hööw         |

## FFH-Erhaltungsgegenstand

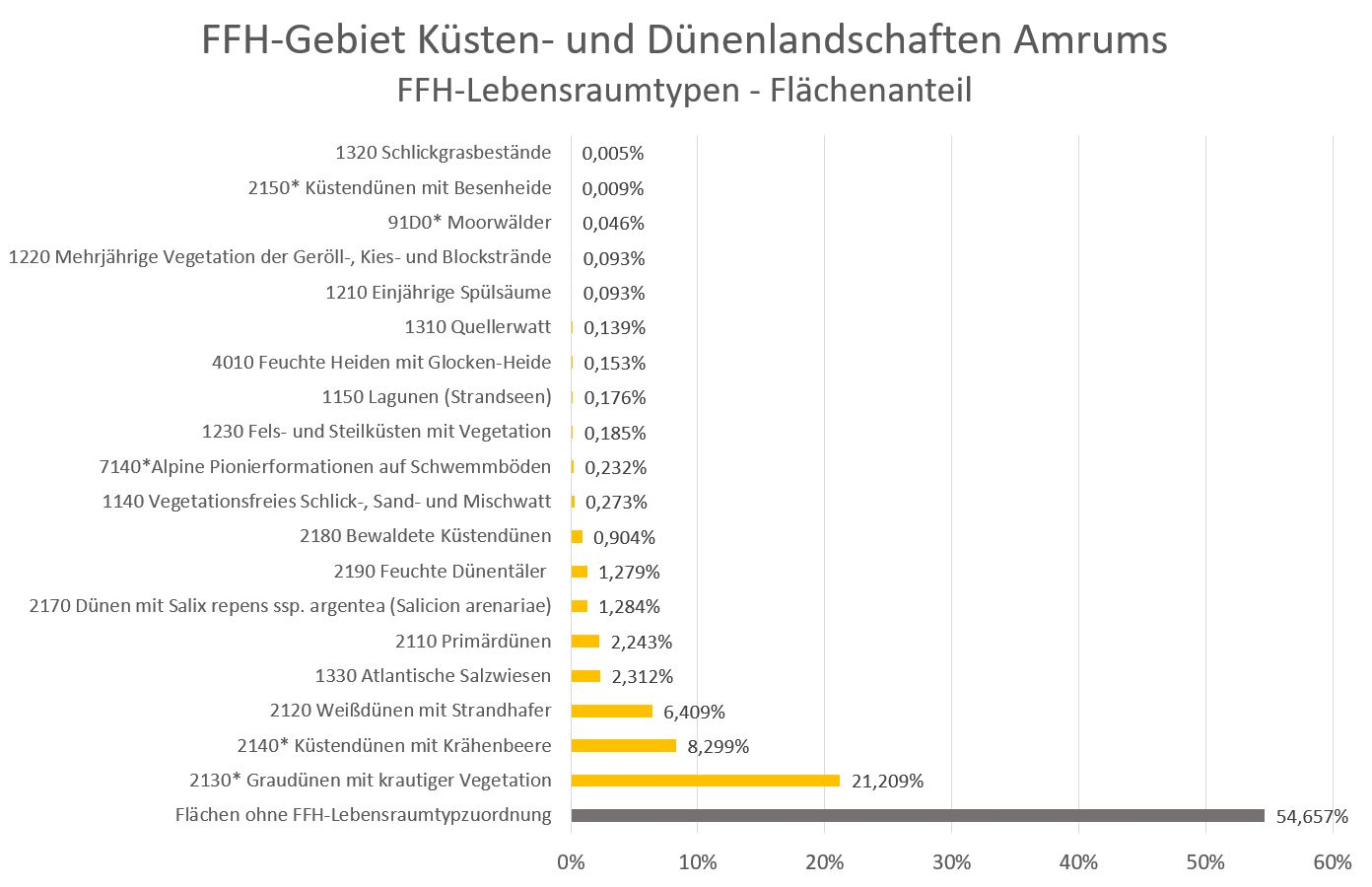
FFH-Lebensraumtypen

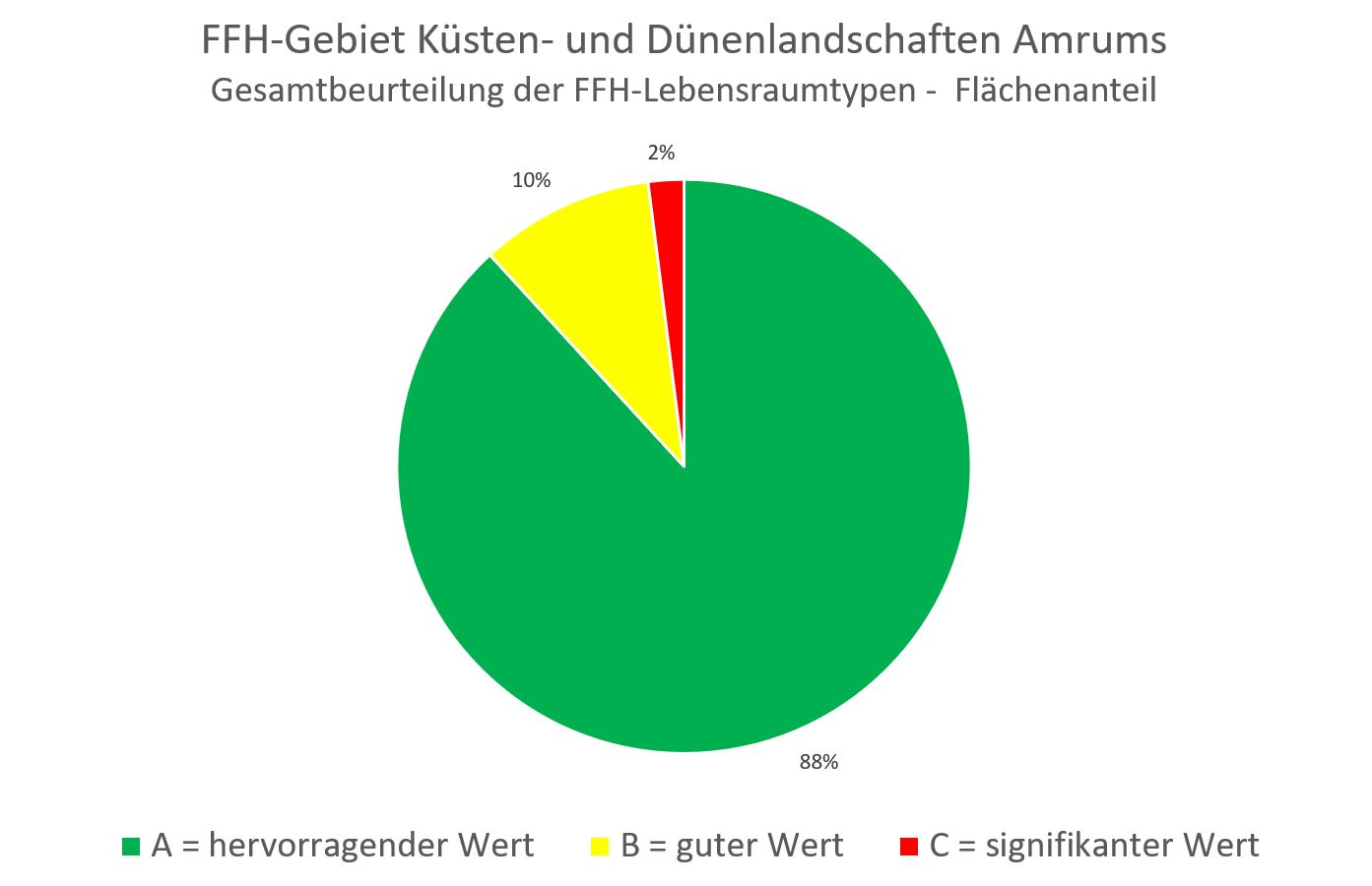
Gesamtbeurteilung FFH-Lebensraumtypen

Laut Standard-Datenbogen vom Mai 2019 sind folgende FFH-Lebensraumtypen und Arten für das Gesamtgebiet als FFH-Erhaltungsgegenstände mit den entsprechenden Beurteilungen zum Erhaltungszustand der Umweltbehörde der Europäischen Union gemeldet worden (Gebräuchliche Kurzbezeichnung (BfN)):
FFH-Lebensraumtypen nach Anhang I der EU-Richtlinie:
- 1140 Vegetationsfreies Schlick-, Sand- und Mischwatt (Gesamtbeurteilung A)[36]
- 1150* Lagunen (Strandseen) (Gesamtbeurteilung A)[37]
- 1210 Einjährige Spülsäume (Gesamtbeurteilung A)[38]
- 1220 Mehrjährige Vegetation der Geröll-, Kies- und Blockstrände (Gesamtbeurteilung B)[39]
- 1230 Fels- und Steilküsten mit Vegetation (Gesamtbeurteilung B)[40]
- 1310 Quellerwatt (Gesamtbeurteilung B)[41]
- 1320 Schlickgrasbestände (Gesamtbeurteilung B)[42]
- 1330 Atlantische Salzwiesen (Gesamtbeurteilung B)[43]
- 2110 Primärdünen (Gesamtbeurteilung A)[44]
- 2120 Weißdünen mit Strandhafer (Gesamtbeurteilung A)[45]
- 2130* Graudünen mit krautiger Vegetation (Gesamtbeurteilung A)[46]
- 2140* Küstendünen mit Krähenbeere (Gesamtbeurteilung A)[47]
- 2150* Küstendünen mit Besenheide (Gesamtbeurteilung B)[48]
- 2170 Dünen mit Salix repens ssp. argentea (Salicion arenariae) (Gesamtbeurteilung A)[49]
- 2180 Bewaldete Küstendünen (Gesamtbeurteilung C)[50]
- 2190 Feuchte Dünentäler (Gesamtbeurteilung B)[51]
- 4010 Feuchte Heiden mit Glockenheide (Gesamtbeurteilung B)[52]
- 7140 Übergangs- und Schwingrasenmoore (Gesamtbeurteilung B)[53]
- 91D0* Moorwälder (Gesamtbeurteilung B)[54]

Arten gemäß Artikel 4 der Richtlinie 2009/147/EG und Anhang II der Richtlinie 92/43/EWG:
- 1364 Kegelrobbe (Gesamtbeurteilung A)[55]

## FFH-Erhaltungsziele
Alle oben aufgeführten FFH-Erhaltungsgegenstände werden vom Ministerium für Energiewende, Landwirtschaft, Umwelt und ländliche Räume des Landes Schleswig-Holstein zu FFH-Erhaltungszielen von besonderer Bedeutung für das FFH-Gebiet Küsten- und Dünenlandschaften Amrums erklärt:

## FFH-Analyse und Bewertung
Das Kapitel FFH-Analyse und Bewertung im Managementplan beschäftigt sich unter anderem mit den aktuellen Gegebenheiten des FFH-Gebietes und den Hindernissen bei der Erhaltung und Weiterentwicklung der FFH-Lebensraumtypen. Die Ergebnisse fließen in den FFH-Maßnahmenkatalog ein.
Im Auftrag der Nationalparkverwaltung Schleswig-Holsteinisches Wattenmeer in Tönning wurde vom Planungsbüro LEGUAN in Hamburg im Berichtszeitraum 2013 bis 2018 eine Bewertung des Lebensraumtyps 2190 Feuchte Dünentäler auf der Insel Amrum vorgenommen. Danach wurde die Habitatstruktur und das Arteninventar mit der Note A = hervorragend bewertet. Das stimmt mit den Angaben im aktuellen SDB bei Repräsentativität und Erhaltung überein. Dennoch erreicht die Gesamtbewertung im SDB nur die Note B = gut, weil in der Kategorie „relative Fläche“ auch nur die Beurteilung B erreicht wurde. Somit besteht die Notwendigkeit, die vorhandenen Flächen zu entwickeln. Da sich die Flächen dieses FFH-Lebensraumtyps fast vollständig im Besitz der Gemeinde Wittdün befinden, kann der Maßnahmenkatalog leichter umgesetzt werden. Dazu gehören auch Gemeindeflächen, die außerhalb des FFH-Gebietes liegen, aber unmittelbar daran grenzen.

## FFH-Maßnahmenkatalog
Der FFH-Maßnahmenkatalog im Managementplan führt neben den bereits durchgeführten Maßnahmen geplante Maßnahmen zur Erhaltung und Entwicklung der FFH-Lebensraumtypen im FFH-Gebiet an. Konkrete Empfehlungen sind in zwei Maßnahmenblättern und einer Maßnahmenkarte beschrieben.
Beim FFH-Lebensraumtyp 2190 Feuchte Dünentäler finden sich im FFH-Gebiet alle Entwicklungsstadien, von den Pionierstadien bis zu den späteren Sukzessionsformen. Diese Entwicklungen sind eine Folge des Jahrzehnte andauernden Schutzes dieser Gebiete. Hierdurch hat sich allerdings die Fläche mit Sukzessionsstadien erhöht und die der Pionierstadien verringert. Das führt dazu, dass die Pflanzenarten der Pionierstadien Gefahr laufen, zu verschwinden. Hierzu gehören auch äußerst seltene und damit schützenswerte Arten. Es müssen somit Maßnahmen eingeleitet werden, die allen Entwicklungsstadien Raum zur Entfaltung lassen. So müssen zum Beispiel stark mit Gehölzen zugewucherte Dünentäler zum Teil von Gehölzen befreit oder an der ungezügelten Ausbreitung gehindert werden. Dünentäler mit stark wachsenden Heideflächen müssen geplaggt und später gezielt extensiv beweidet werden. Neue Dünentäler, die sich aus den Primärdünen entwickeln, müssen vor Betretung geschützt werden, um den Pionierpflanzen Zeit zur Entwicklung zu geben.
Ein weiterer Maßnahmenkomplex bezieht sich auf die in den feuchten Dünentälern vorkommenden beiden Amphibienarten Kreuzkröte und Moorfrosch. Beide sind mit Populationen mit unter einhundert Tieren im FFH-Gebiet vertreten. Während die Kreuzkröte Laichgewässer braucht, die wenig Bewuchs haben und an ihren Rändern wenig beschattet sind, bevorzugt der Moorfrosch Moore und geflutete Bruchwälder sowie mit Seggen und Binsen bewachsene Flachgewässer.
Mittlerweile hat sich im öffentlichen Naturschutz die Erkenntnis durchgesetzt, dass die Erhaltung von vielen FFH-Lebensraumtypen in ihrer ganzen Entwicklungsbreite nur durch ständige zielgerichtete Eingriffe des Menschen dauerhaft erhalten werden können.

## FFH-Erfolgskontrolle und Monitoring der Maßnahmen
Eine FFH-Erfolgskontrolle und Monitoring der Maßnahmen findet in Schleswig-Holstein alle sechs Jahre statt.